# Mario Dundović
Mario Dundović (Zadar, 8. kolovoza 1977.) je hrvatski profesionalni košarkaš. Visok je 2,00 i težak 105 kg. Igra na poziciji krilnog centra, a trenutačno je član slovenskog Heliosa.

## Karijera
Karijeru je započeo u mlađim kategorijama KK Zadra, ali nikad nije zaigrao za prvu momčad. Osim za Zadar u karijeri je nastupao i za Karlovac, Podravac, Čakovec, Posušje i Široki (BIH), Roglu i Krku (Slovenija), te Aix Mourien (Francuska). U sezoni 2002./2003. u dresu Rogle je bio prvi skakač slovenske lige. U Sloveniji je u dva navrata (2002. i 2003.) nastupio na All-Star utakmici. Dvije sezone proveo je kao član KK Zagreba, a u sezoni 2008./09. u svim natjecanjima bilježio 5.9 poena i 2 4 skoka za 17:33 minute po utakmici, a za godinu ranije 10.4 poena, 4 skoka i 0.4 asistencije za 25:52 minuta. U rujnu 2009. dogovorio je jednogodišnju susradnju sa slovenskim NLB-ligašem Heliosom.

## Vanjske poveznice
- Profil na KK Zagreb.hr
- Profil na NLB.com